# Plan Esencial de Aseguramiento en Salud
El Plan Esencial de Aseguramiento en Salud (siglas: PEAS) es el listado priorizado de condiciones asegurables e intervenciones garantizadas por el Aseguramiento Universal en Salud (Perú), que como mínimo son financiadas a todos los asegurados por las instituciones administradoras de fondos de aseguramiento en salud, sean éstas públicas, privadas o mixtas, el mismo que está traducido en un plan de beneficios que contiene garantías explícitas de oportunidad y calidad para todos los beneficiarios.

## I Población Sana
- Recién nacido sano
- Niño sano
- Adolescente sano
- Adulto sano
- Adulto mayor sano

## II Condiciones Obstétricas y Ginecológicas

### Condiciones Obstétricas
- Aborto incompleto sin complicaciones
- Aborto incompleto con complicaciones
- Embarazo, parto y puerperio normal
- Enfermedad del trofoblasto
- Hiperémesis gravídica
- Embarazo ectópico
- Óbito fetal
- Hemorragia de la segunda mitad del embarazo
- Diabetes gestacional
- Embarazo complicado por polihidramnios
- Desproporción feto pélvica
- Gestación múltiple
- Embarazo prolongado
- Gestante mayor de 35 años
- Infección materna: VIH
- Enfermedad hipertensiva del embarazo
- Embarazo complicado por isoinmunización Rh (-)
- Retraso en el crecimiento intrauterino / Oligohidramnios
- Embarazo complicado por riesgo de hipoxia fetal
- Gestación complicada con embolia
- Amenaza de parto pretérmino. Parto pretérmino.
- Embarazo complicado por fracaso en la inducción del parto / Trabajo de parto prolongado / Distocia de presentación / Prolapso del cordón
- Desgarro perineal de grado III o IV / Desgarro de cérvix
- Hemorragia posparto
- Retención de membranas
- Sepsis puerperal / Infección puerperal
- Infección urinaria en embarazo, parto y puerperio
- Puerperio complicado por Infección de la herida operatoria

### Condiciones Ginecológicas
- Distopia genital
- Vulvovaginitis
- Enfermedad inflamatoria pélvica
- Enfermedades benignas de mama
- Menopausia

## III Condiciones pediátricas

### Condiciones que afectan al recién nacido
- Neonato afectado por el parto
- Neonato afectado por condiciones maternas
- Neonato de bajo peso al nacer / Prematurez
- Infecciones neonatales
- Sepsis neonatal
- Trastornos metabólicos: Hipoglicemia neonatal, Hipocalcemia, Hipomagnesemia.
- Ictericia neonatal no fisiológica:
- Asfixia del nacimiento
- Dificultad respiratoria en el recién nacido
- Convulsiones neonatales
- Hipotiroidismo congénito
- Incompatibilidad Rh / ABO en el recién nacido

### Condiciones que afectan al menor de 10 años
- Infección respiratoria aguda
- Crisis convulsiva, estado convulsivo
- Hidrocefalia congénita
- Enfermedades inmunoprevenibles
- Fiebre de origen desconocido (FOD), en menores de 36 meses.
- Paladar hendido
- Displasia congénita de cadera
- Enfermedad diarreica
- Parasitosis
- Desnutrición
- Anemia nutricional

## IV Condiciones neoplásicas (tumorales)

### Tumores del aparato genital femenino
- Cáncer de cuello uterino
- Miomatosis uterina
- Cáncer de mama

### Otros tumores
- Hipertrofia prostática
- Neoplasia de colon
- Neoplasia de estómago
- Neoplasia de próstata

## V Condiciones transmisibles

### Infecciones del aparato respiratorio
- Neumonía extrahospitalaria
- Tuberculosis pulmonar
- Tuberculosis extrapulmonar
- Tuberculosis con complicaciones
- Tuberculosis multirresistente

### Infecciones del aparato genitourinario y de transmisión sexual
- Infección urinaria baja
- Infección urinaria alta
- Infección por VIH
- Enfermedades de transmisión sexual
- Sida

### Otras infecciones
- Malaria
- Bartonelosis
- Dengue (Dengue clásico)
  - Dengue hemorrágico
- Tripanosomas 
  - tripanosomiasis africana (enfermedad del sueño)
  - enfermedad de Chagas (tripanosomiasis americana)
  - tripanosomiasis en animales: nagana (es el equivalente en los animales a la enf. sueño)
- Leishmaniasis
- Peste
- Fiebre amarilla
- Rabia
- Quiste hidatídico
- Lepra
- Infecciones cutáneas bacterianas
- Infestaciones de piel y anexos
- Micosis cutánea
- Absceso cutáneo
- Varicela
- Brucelosis
- Hepatitis
- Conjuntivitis
- Blefaritis, Orzuelo y Chalazión
- Caries, Pulpitis, Gingivitis

## VI Condiciones no transmisibles

### Condiciones mentales[2]
- Esquizofrenia
- Ansiedad
- Depresión
- Alcoholismo

### Condiciones crónicas y degenerativas
- Asma bronquial
- Hipertensión arterial
- Diabetes mellitus no complicada
- Hipertiroidismo e Hipotiroidismo
- Hiperlipidemias / Dislipidemias
- Obesidad
- Cataratas
- Trastornos de la refracción
- Glaucoma
- Osteoporosis
- Osteoartrosis
- Artritis reumatoidea
- Enfermedad de los discos vertebrales
- Enfermedad de Parkinson
- Epilepsia

### Condiciones agudas
- Apendicitis aguda
- Gastritis aguda y Úlcera péptica sin complicación
- Hemorragia digestiva aguda alta
- Colelitiasis
- Cuerpo extraño en aparato digestivo
- Obstrucción intestinal
- Síndrome de espalda dolorosa
- Heridas, contusiones y traumatismos superficiales
- Lesión de partes blandas de miembro superior / miembro inferior
- Fractura de columna y pelvis
- Fractura de extremidades
- Traumatismos múltiples severos
- Traumatismo intracraneal
- Desorden vascular cerebral isquémico
- Desorden vascular cerebral hemorrágico
- Lesiones asociadas a violencia intrafamiliar
- Litiasis urinaria
- Intoxicación por órgano-fosforados
- Cuerpo extraño en aparato respiratorio
- Insuficiencia respiratoria
- Quemaduras 1.er, 2.º y 3.er grado
- Enfermedad isquémica del corazón